# Victory (ferry)
Pour les articles homonymes, voir Victory.
Le Victory est un ferry ayant appartenu à la compagnie italienne Grandi Navi Veloci. Construit entre 1988 et 1989 aux chantiers Mitsubishi Heavy Industries de Kobe pour la compagnie japonaise Higashi Nihon Ferry, il portait déjà le nom de Victory (びくとり, Bikutori). Mis en service en juillet 1989 sur les lignes inter-îles japonaises entre Honshū et Hokkaidō, il naviguera sur cet axe jusqu'en 1998 avant d'être cédé à Grandi Navi Veloci qui l'emploiera de 1999 à 2007 sur les lignes depuis l'Italie continentale vers la Sicile mais aussi vers la Tunisie, l'Espagne ou le Maroc. Revendu à l'armateur mexicain Baja Ferries en décembre 2007, il prend le nom de Chihuahua Star et navigue à partir de 2008 dans le golfe de Californie. Transféré en 2011 au sein de la filiale America Cruise Ferries, il est affecté entre Porto Rico et la République dominicaine sous le nom de Caribbean Fantasy. Sa carrière s'achève prématurément le 17 août 2016 lorsqu'un incendie se déclare à bord alors qu'il effectuait une traversée entre Saint-Domingue et Mayagüez. Tout d'abord désarmé à Porto Rico pour être réparé, il sera finalement vendu à la démolition en Turquie courant 2017.

## Histoire

### Origines et construction
À la fin des années 1980, la compagnie japonaise Higashi Nihon Ferry décide de renouveler sa flotte en service sur les lignes entre Honshū et Hokkaidō. Un premier navire, le Varuna, est mis en service en 1987 en remplacement de l'ancien Varuna, pourtant acquis deux ans plus tôt par la compagnie.
Afin de remplacer le Virgo, Higashi Nihon Ferry lance la construction d'un second navire de conception similaire à celle du Varuna. Prévu au départ pour être identique à son modèle, le futur Victory disposera cependant d'une plus grande surface pour ses aménagements intérieurs. Sa capacité passager et garage sera toutefois similaire à celle du Varuna.
Construit par les chantiers Mitsubishi Heavy Industries de Kobe, le Victory est lancé le 19 mars 1989. Après finitions, il est livré à Higashi Nihon Ferry le 10 juillet suivant.

### Service

#### Higashi Nihon Ferry (1989-1998)
Le Victory commence son exploitation commerciale le 17 juillet 1989 entre Ōarai et Muroran. Il remplace sur cette ligne son jumeau le Varuna qui est transféré entre Sendai et Tomakomai.
Le matin du 6 juillet 1996, le navire est victime d'une avarie au niveau de l'arbre d'hélice tribord, l'obligeant à poursuivre sa traversée vers Muroran sur un seul moteur, occasionnant un retard d'environ 7 heures sur l'horaire initial. La cause de l'avarie sera attribuée à une usure anormale de la pièce en raison d'un défaut de conception.
En 1998, le Victory et son jumeau sont supplantés sur leurs lignes habituelles par le récent Varuna et l‘Hercules. Le Victory est alors vendu en septembre à la compagnie italienne Grandi Navi Veloci, filiale à l'époque du groupe Grimaldi.

#### Grandi Navi Veloci (1998-2007)

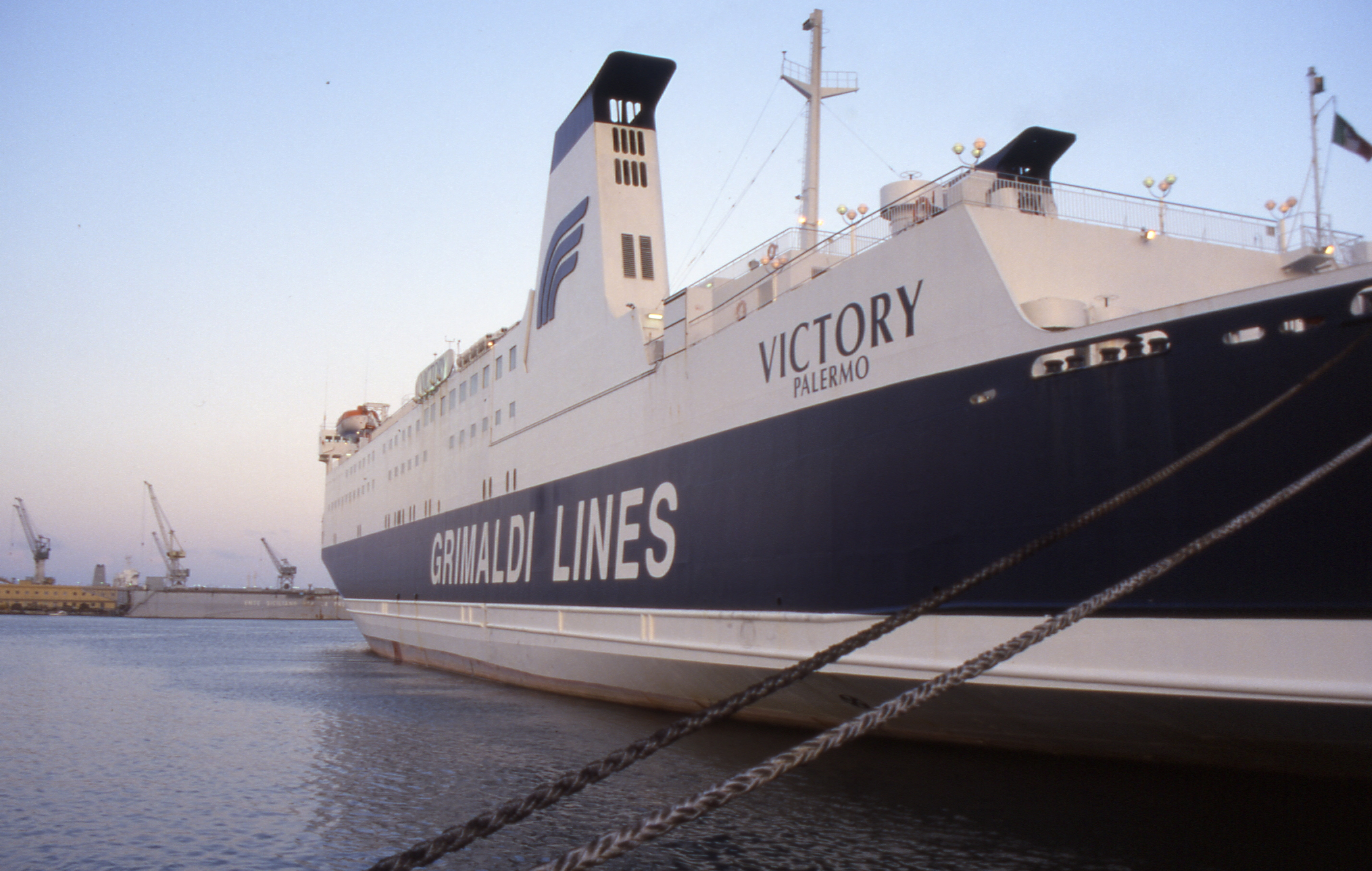
Le Victory sous les couleurs de Grandi Navi Veloci à Palerme.

Peu de temps après sa livraison à son nouvel armateur, le Victory quitte le Japon pour rejoindre l'Italie. Arrivé à Gênes le 16 octobre 1998, il entre aux chantiers T. Mariotti afin d'être mis aux standards de son propriétaire. Les locaux des passagers sont réaménagés et les dispositifs de sécurité sont adaptés aux normes européennes avec l'ajout de deux embarcations de sauvetage. Malgré le changement de propriétaire, le navire conserve le nom de Victory.
Le car-ferry entame sa seconde carrière en mars 1999 entre l'Italie continentale et la Sicile.
En 2002, des modifications supplémentaires sont effectuées à bord avec l'ajout d'un bloc comprenant de nouvelles cabines, une piscine extérieure ainsi que de nouvelles rampes d'accès aux garages à la poupe.
En 2003, il inaugure les lignes internationales de la compagnie entre l'Italie et la Tunisie.
À partir de 2006, il est transféré sur les lignes entre l'Italie, l'Espagne et le Maroc.
En décembre 2007, le Victory est cédé à la compagnie mexicaine Baja Ferries.

#### Baja Ferries (2007-2011)
Réceptionné par la société mexicaine en février 2008, le navire est renommé Chihuahua Star. Après avoir effectué un dernier arrêt technique à Naples du 15 février au 7 mars, il quitte l'Italie pour rejoindre l'Estonie afin d'embarquer des autobus d'occasions à destination de Cuba. Mais alors que le navire quitte le port de Paldiski, une avarie au niveau de ses moteurs entraîne son immobilisation jusqu'au mois de mai. Réparé à Kiel en Allemagne, il reprend sa route vers La Havane puis rejoint la côte ouest du Mexique en passant par le canal de Panama. Il commence ensuite son service dans le golfe de Californie entre La Paz et Mazatlán.
En 2011, Daniel Berrebi, PDG franco-tunisien de Baja Ferries, décide de le transférer au sein d'une de ses filiales, America Cruise Ferries, créée pour l'exploitation d'une ligne entre Porto Rico et la République dominicaine. Le Chihuahua Star commence son service, armé dans un premier temps en cargo, le 16 mars 2011 entre Mayagüez et Saint-Domingue. À partir du 1er juin, il transporte également des passagers. Au mois de juillet, il est renommé Caribbean Fantasy et passe sous pavillon panaméen.
Le matin du 17 août 2016, alors que le navire se trouve à 3,5 kilomètres au large de San Juan avec 512 personnes à son bord, un important incendie se déclare dans la salle des machines. Immédiatement contactés, les gardes-côtes américains engagent une opération de secours permettant l'évacuation des passagers sans faire de victime.
Abandonné après l'évacuation, le navire dérive et finit par s'échouer devant la plage de Punta Salinas. Après l'extinction de l'incendie, il est dégagé et remorqué jusqu'à San Juan le 20 août. Deux chiens restés à bord seront retrouvés morts. Désarmé à San Juan, le Caribbean Fantasy est inspecté par le NTSB qui attribue l'origine de l'incendie à une fuite de carburant dans les soutes du navire.
En août 2017, Baja Ferries décide de se séparer du navire au lieu de le remettre en état. L'épave est vendue à la société Somap International qui lui fait entreprendre son dernier voyage, en remorque sous le nom de Fantasy, jusqu'aux chantiers de démolition turc d'Aliağa. Échoué sur la plage le 6 octobre, il est démantelé les mois suivants.

## Aménagements
Le Caribbean Fantasy possédait 9 ponts. Si le navire s'étendait en réalité sur 11 ponts, deux étaient inexistants au niveau des ponts garages. Les installations des passagers étaient situées sur les ponts 5, 6 et 7 tandis que l 'équipage était logé à l'avant des ponts 6 et 7 tandis que les ponts inférieurs 2, 3 et 4 abritaient les garages.

### Locaux communs
Les installations publiques du navire étaient situées sur les ponts 6 et 7. Les locaux comprenaient un salon, une salle à manger ainsi que des bains publics (sentō).
Après les travaux entrepris par Grandi Navi Veloci en 2002, les locaux se composent d'un restaurant à la carte, d'un bar, d'une boutique, d'un bar lido avec piscine et d'une discothèque.

### Cabines
À l'époque japonaise, le Victory disposait de cabines de première et de seconde classe style occidental ou de style japonais sur les ponts 5 et 6.
À la suite des travaux entrepris par GNV, le navire est équipé de 351 cabines d'une capacité de deux à quatre personnes, toutes sont pourvues de sanitaires comprenant douche, WC et lavabo.

## Caractéristiques
Le Caribbean Fantasy mesurait 187,13 mètres de long pour 27 mètres de large, son tonnage était à l'origine de 17 113 UMS avant d'être finalement porté à 27 362 UMS après les travaux de transformation entrepris par GNV en 2002. Dans sa configuration initiale, il pouvait embarquer 670 passagers et possédait un spacieux garage de 1 760 mètres linéaires de fret pouvant contenir 177 remorques et 116 véhicules. À partir de 2002, il pouvait accueillir 950 passagers et 550 véhicules. Il était initialement accessible par deux portes rampes, une porte latérale situées à la proue du côté tribord et une porte axiale située à la poupe. À partir de 2002, deux portes rampes arrières sont construites. La propulsion du Caribbean Fantasy était assurée par deux moteurs diesels MAN-Mitsubishi 8L58/64 développant une puissance de 21 118 kW entrainant deux hélices faisant filer le bâtiment à une vitesse de 23,5 nœuds. Il était en outre doté d'un propulseur d'étrave ainsi que d'un stabilisateur anti-roulis. Les dispositifs de sécurité étaient à l'époque essentiellement composés de radeaux de sauvetage mais aussi d'une embarcation semi-rigide de secours. À partir de 1998, le navire était équipé de deux embarcations de sauvetage couvertes de grande taille situées vers la proue.

## Lignes desservies
De 1989 à 1998, pour le compte d‘Higashi Nihon Ferry, le Victory assurait la desserte inter-îles japonaise entre la côte Pacifique d'Honshū et Hokkaidō entre Ōarai et Muroran.
À partir de 1999, après avoir intégré la flotte de Grandi Navi Veloci, le Victory navigue dans un premier temps entre l'Italie continentale et la Sicile sur la ligne Livourne - Palerme avant d'être redéployé en 2003 entre Gênes et Tunis puis en 2006 entre Gênes - Barcelone et Tanger.
À compter de 2008 pour la compagnie mexicaine Baja Ferries, le navire naviguait dans le golfe de Californie entre La Paz et Mazatlán. De 2011 à 2016, il navigue entre Porto Rico et la République dominicaine sur la ligne Mayagüez et Saint-Domingue pour le compte de la filiale America Cruise Ferries.